# Itó Szei
Itó Szei (伊藤 整, Itō Sei); született Itó Hitosi (Hitoshi Ito, 伊藤 整, Itō Hitoshi) (Hokkaidó, 1905. január 16. – 1969. november 15.) japán költő, író, műfordító, irodalmár. A Japán Művészeti Akadémia tagja.

## Élete
Középiskolás korától érdeklődött az irodalom iránt. 21 évesen költőként debütált, első kötetét – Jukiakari no micsi (雪明りの路, „Csillogó havas út”) – saját költségén jelentette meg.